# Zjednoczone Prowincje Nowej Granady
Zjednoczone Prowincje Nowej Granady (hiszp. Provincias Unidas de Nueva Granada) – powstałe w wyniku secesji części terytoriów z Wicekrólestwa Nowej Granady państwo istniejące w latach 1810–1816, obejmujące tereny obecnej Kolumbii, Kostaryki i Panamy. W 1816 roku hiszpańskie władze kolonialne zdołały przywrócić swoje panowanie.